# Mistrovství světa v zápasu ve volném stylu 1993
Mistrovství světa v zápase ve volném stylu 1993 se uskutečnilo v Torontu, Kanada. Ženské soutěže se uskutečnila v Stavernu, (Norsko). 

## Výsledky

### Volný styl muži
| Kategorie | Zlato             | Stříbro              | Bronz                     |
| --------- | ----------------- | -------------------- | ------------------------- |
| 48 kg     | Alexis Vila       | Vugar Orudžov        | Jung Soon-won             |
| 52 kg     | Valentin Jordanov | Gholamreza Mohammadi | Sergej Zambalov           |
| 57 kg     | Terry Brands      | Shim Sang-ho         | Tserenbaataryn Tsogtbayar |
| 62 kg     | Tom Brands        | Lázaro Reinoso       | Ramil Ataollin            |
| 68 kg     | Akbar Falláh      | Vadim Bogijev        | Chris Wilson              |
| 74 kg     | Pak Čang-sun      | Dave Schultz         | Alberto Rodríguez         |
| 82 kg     | Sabahattin Öztürk | Sagid Katinovasov    | Ruslan Khinchagov         |
| 90 kg     | Melvin Douglas    | Eldar Kurtanydze     | Macharbek Chadarcev       |
| 100 kg    | Leri Chabelovi    | Ali Kayalı           | Heiko Balz                |
| 130 kg    | Bruce Baumgartner | Merab Valijevi       | Andrej Šumilin            |

### Volný styl ženy
| Kategorie | Zlato           | Stříbro             | Bronz                  |
| --------- | --------------- | ------------------- | ---------------------- |
| 44 kg     | Shoko Yoshimura | Trine Strand        | Tatiana Karamchakova   |
| 47 kg     | Zhong Xiue      | Tricia Saunders     | Tetey Alibekova        |
| 50 kg     | Anna Gomis      | Shannon Williams    | Yoshiko Endo           |
| 53 kg     | Line Johansen   | Akemi Kawasaki      | Wendy Izaguirre        |
| 57 kg     | Gudrun Høie     | Olga Lugo           | Huang Ai-chun          |
| 61 kg     | Nikola Hartmann | Isabelle Dourthe    | Lene Barlie            |
| 65 kg     | Wang Chaoli     | Elmira Kurbanova    | Janna Penny            |
| 70 kg     | Yayoi Urano     | Christine Nordhagen | Chen Chin-ping         |
| 75 kg     | Liu Dongfeng    | Mikiko Miyazaki     | Linda Johnsen-Holmeide |

## Týmové hodnocení
| Pořadí | Muži volný styl | Muži volný styl | Ženy volný styl | Ženy volný styl |
| Pořadí | Tým             | Body            | Tým             | Body            |
| ------ | --------------- | --------------- | --------------- | --------------- |
| 1      | USA             | 76              | Japonsko        | 66              |
| 2      | Rusko           | 54              | Norsko          | 65              |
| 3      | Turecko         | 51              | Rusko           | 50              |